# NANTA
NANTA（ナンタ、朝鮮語: 난타、英語: NANTA）は、大韓民国の舞台芸術作品（ノンバーバル・パフォーマンス）。同国の俳優・舞台演出家ソン・スンファンが企画・制作を担当した。サムルノリなどの韓国音楽のリズムが用いられている。
とあるレストランの厨房を舞台に、午後6時までに結婚披露宴のための料理を作らなければならない3人のシェフとレストランの支配人、そして助っ人としてやってきた支配人の甥の混乱ぶりが作品のメインテーマである。この支配人と甥は、ただでさえ時間に追われて大混乱中の厨房にさらなる混乱を引き起こす。
1999年のイギリス公演をはじめ韓国国外でも上演され、2017年8月現在で合計57か国、310都市で公演が行われている。

## 作品

### 成立

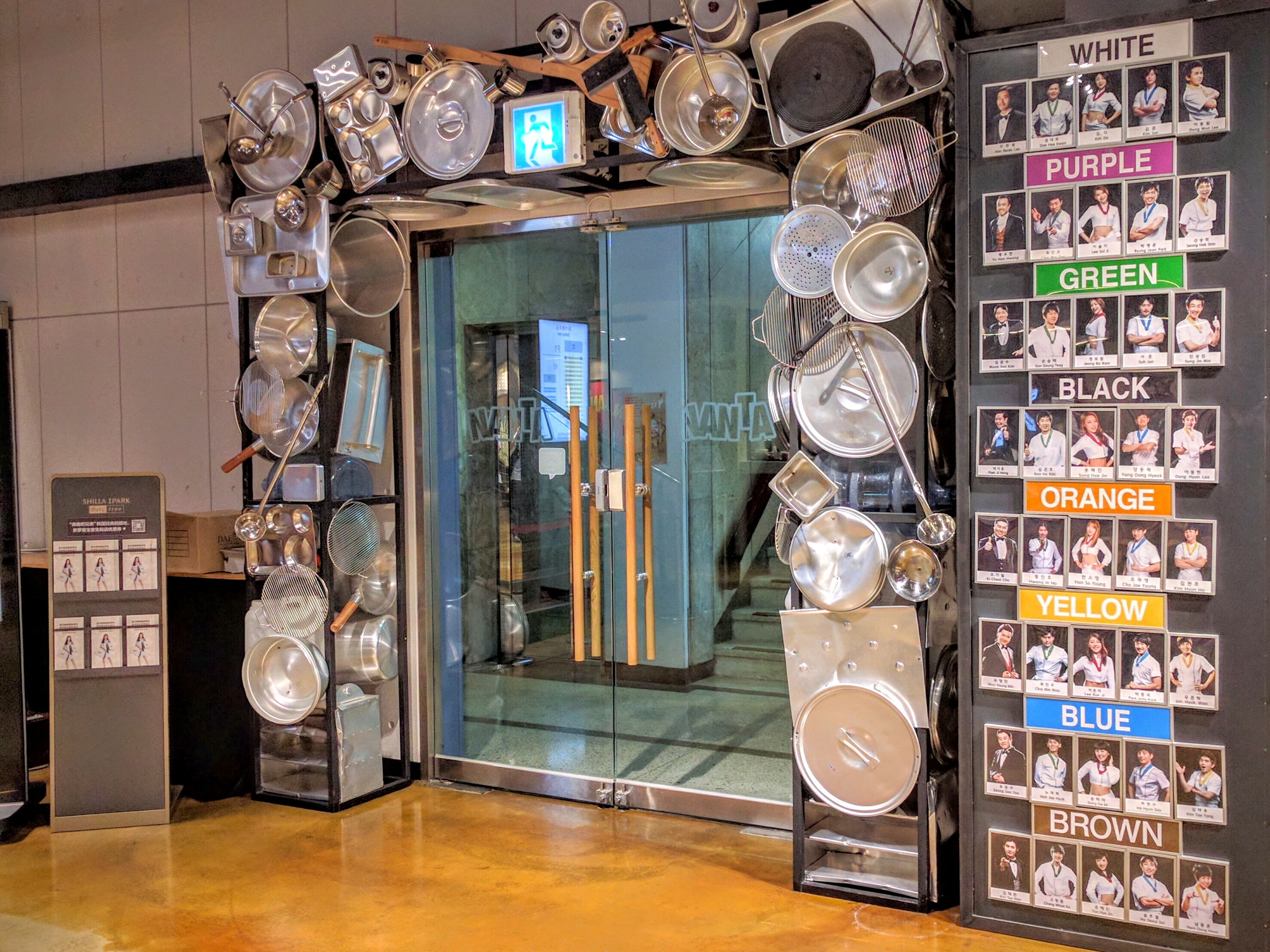
2016年の会場入口の様子。右側には出演者チーム一覧が示されている。

ソン・スンファンは芸能活動を中断しアメリカ合衆国ニューヨーク州に4年間滞在していた間、様々な舞台芸術作品を鑑賞する機会を得た。その際鑑賞した作品の中にはブレッド・アンド・パペット・シアターをはじめとする非言語劇の作品もあった。芸能活動を再開してしばらく経った1995年、ソン・スンファンは「ヨーロッパに物を打ち鳴らすだけの演劇がある」という話を聞いた。ソン・スンファンはその時打楽器のみで演奏されるサムルノリと、父親が酒に酔って箸でテーブルを叩く様子や母親がナイフでまな板を叩く様子が頭に浮かび、これを作品化しようと思い立ったという。
最初の題名はイン・ザ・キッチン（In the Kitchen/인 더 키친）であったが、包丁で野菜を刻む練習を見たスタッフのひとりが「ナンタ（乱打）だね、ナンタ」と言ったことから現在の題名に採用された。公演開始後も専門家にアドバイスを受けて他国での公演にも耐えられるように普遍性を盛り込んでいく事で作品内容は改善されていった。

### 特徴

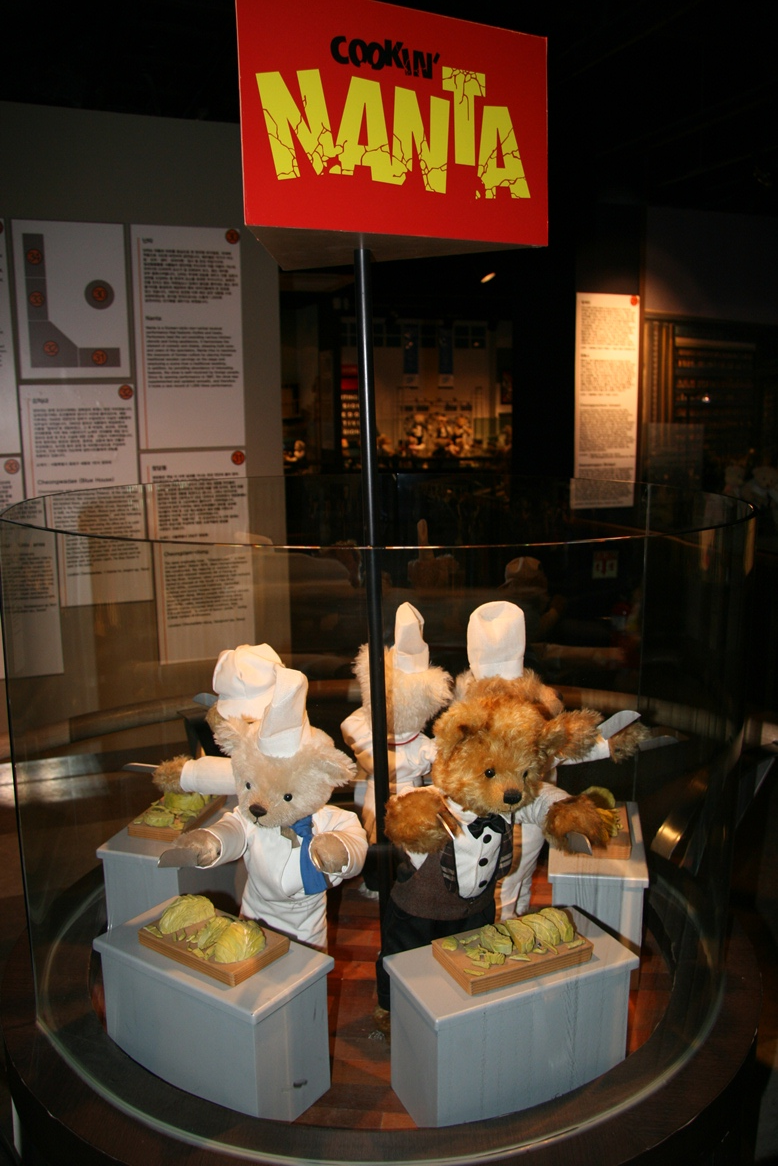
テディベアを俳優に見立てて公演の様子を模した展示（2012年9月）

舞台となっているレストランの厨房内にあるもの - 食器・包丁・まな板・鍋・ボウル・ごみ箱等 - が楽器として用いられ、俳優たちはこれらを使ってリズムを刻み、また歌ったり踊ったりする。作品中の料理シーンでは本物の野菜が刻まれ、舞台上に設置されたコンロの火で披露宴用の料理が作られていく。韓国公演の際は同国農協の協力で市場で販売することのできない野菜を提供してもらい、それを舞台上で用いているという。使用される野菜の内訳はキュウリ・タマネギ・キャベツ・ニンジンであり、公演1回あたりそれぞれ10個、4個、7個、10個を使用する。
舞台上で火が燃え上がるシーンがあることから、アメリカ・ニューヨーク州では週給1,000ドルで元消防士の専門家を雇用し、イタリアやフランスでは上演前日に消防士を呼び火が燃え上がるシーンのリハーサルを行ったり上演当日に消防士に会場にて待機してもらったりするなど、公演が行われる国の消防法に沿った措置を取っている。またイランでの公演の際に女性シェフ役の女優にヒジャブを着用することが求められるなど、上演国に即した改変が行われる場合もある。

### 登場人物
- ヘッドチーフ - シェフたちのリーダー
- セクシーガイ - 男性シェフ
- ホットソース - 女性シェフ
- 支配人 - 3人が勤めるレストランの支配人
- 甥 - 支配人の甥[6]

### キャスティング
5人の俳優からなるチームが複数編成されて公演ごとに交代出演する形式を取っているため固定のキャストは存在しない。黎明期にはリュ・スンリョンやキム・ウォネが出演しており、彼らは2017年に開催された同作品20周年記念懇談会にも出席している。リュ・スンリョンはシェフ役を演じた他3年間公演のアシスタントディレクターも務めていた。またシェフおよび支配人役として17年間出演してきたキム・ムンスが同作品に最も長く携わった俳優であることを、ソン・スンファンは2014年のインタビューで明かしている。

## 上演

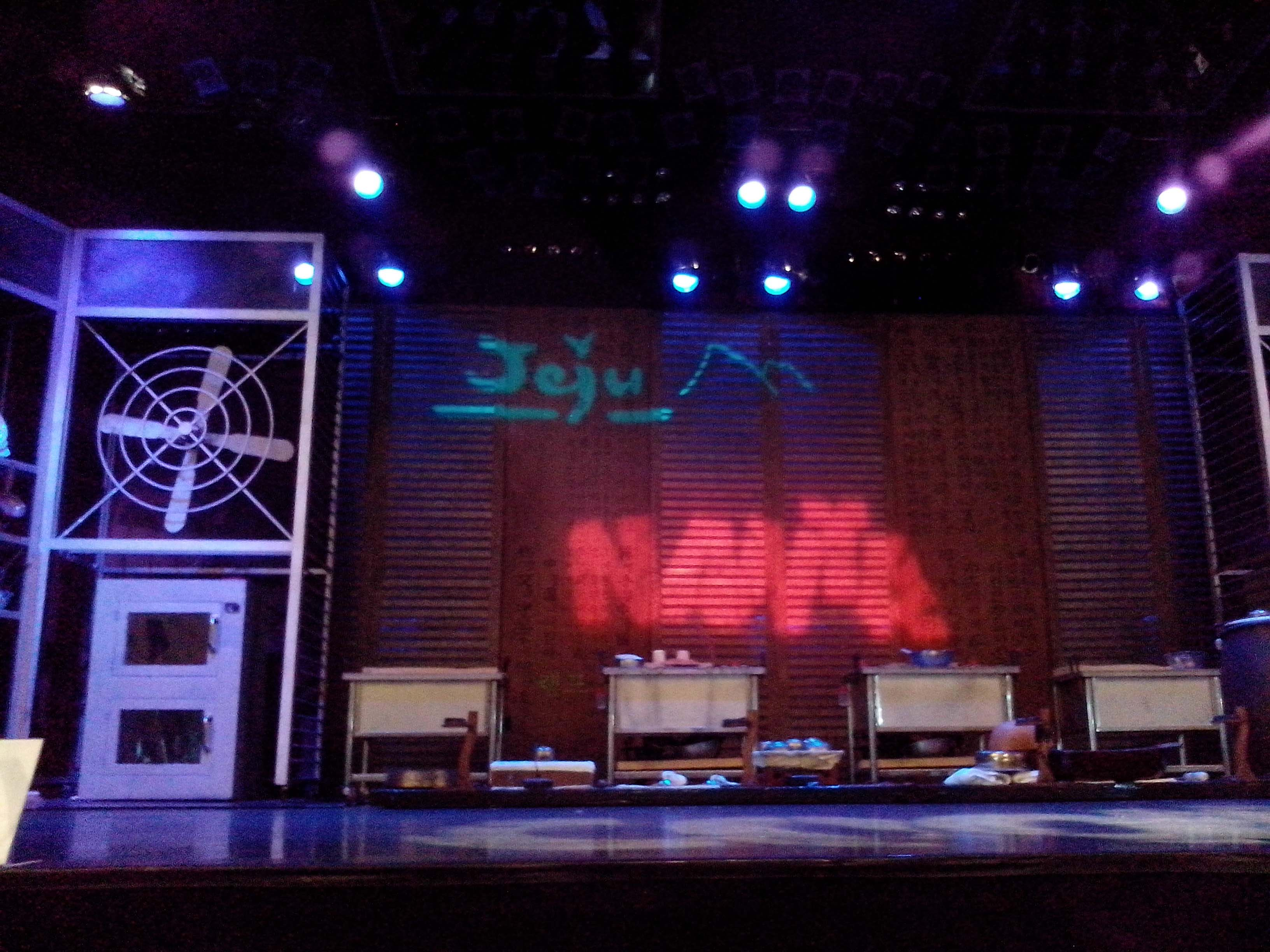
済州での公演の様子（2012年）

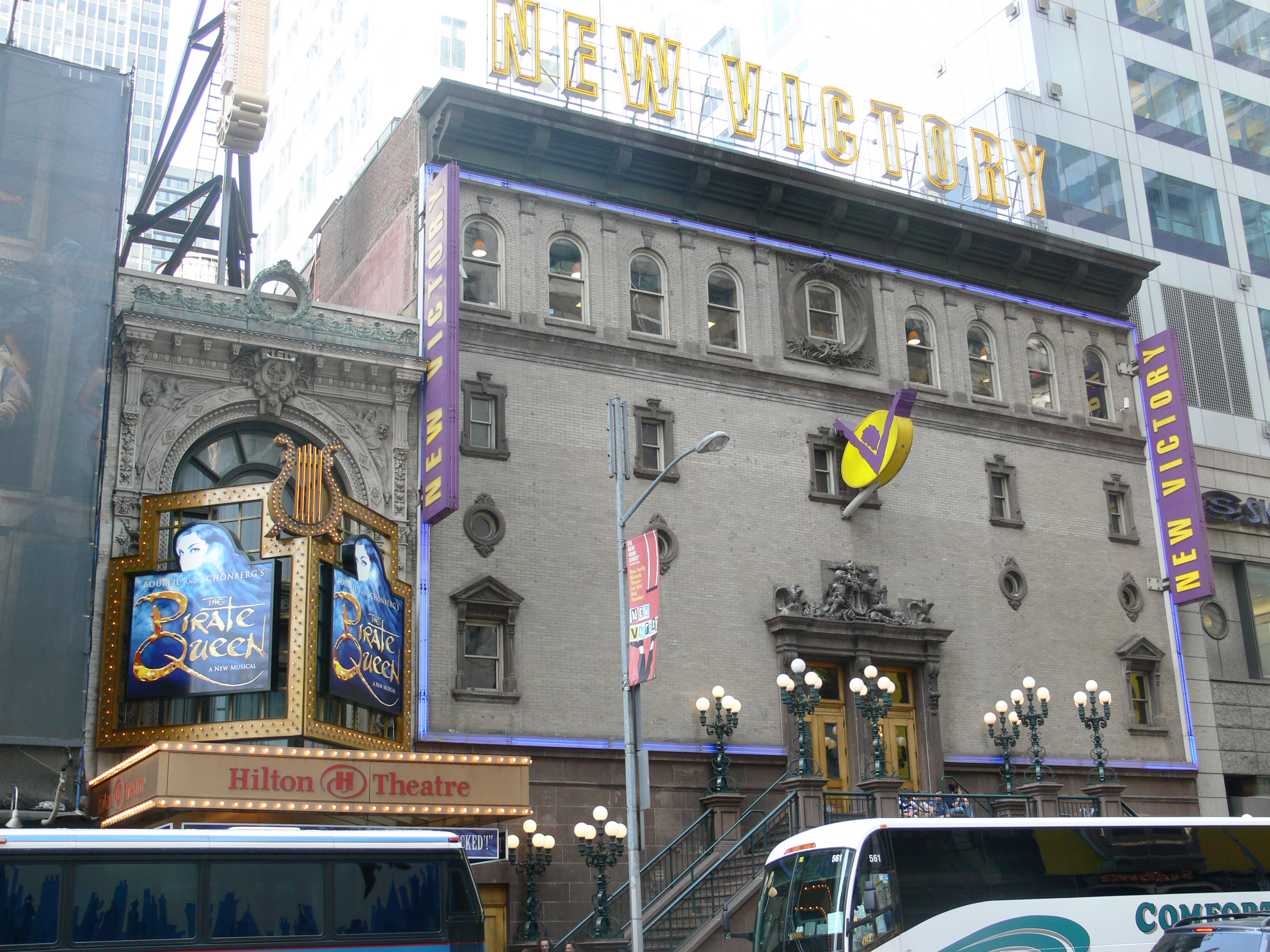
ニュー・ビクトリー劇場（ニューヨーク市）

それまで韓国で非言語劇が上演された事がなかったことに加え著名な俳優が出演者に名を連ねていなかったため、初演時は上演場所の確保も困難な状況であった。ソン・スンファンは劇場の担当者に舞台稽古を見せながら内容を説明して理解を求めたり、観客を集めるために無料招待券を配ったり、日本の旅行会社に掛け合い韓国旅行ツアーのコースにNANTA鑑賞を加えてもらったりしたという。しかし上演開始から10日間で好意的な評価を得るようになり、チケットが完売するようになった。
1999年にはエディンバラ・フェスティバル・フリンジに出品、これが同作品初の韓国国外での公演となった。開催国のイギリス・スコットランドのメディアから好意的評価を受け、最優秀演技賞のひとつを受賞した。また同芸術祭で上演する際の契約金により、ソン・スンファンは製作・上演に際して作った借金を全額返済する事ができたという。2003年からはアメリカへ進出、同年9月よりオフ・ブロードウェイのニュー・ビクトリー劇場、翌2004年にはミネッタ・レーン劇場で上演を開始した。ミネッタ・レーン劇場での公演は約1年半続けられたという。

### 専用劇場
2000年に専用劇場を開設。2008年には済州特別自治道内に専用劇場を開設した。済州の専用劇場は当初は既存の施設を借りる形で設けられていたが、9年後の2017年に漢拏山近郊にホテルと専用劇場が併設された複合施設となった。2013年にはタイ・バンコク都内に専用劇場を開設。2017年には韓国のTHAADミサイル配備に対する中国側の報復措置のあおりで中国人観光客が激減、同国人観客向けの専用劇場が閉鎖された。